# Al-Malladża
Al-Malladża (arab. الملاجة) – wieś w Syrii, w muhafazie Idlib. W 2004 roku liczyła 486 mieszkańców.